# 埼玉県立春日部特別支援学校
埼玉県立春日部特別支援学校（さいたまけんりつ かすかべとくべつしえんがっこう）は、埼玉県春日部市八丁目にある公立特別支援学校。

## 概要
- 知的障害を有する児童生徒を入学の主対象としている。

## 沿革
- 1977年4月　埼玉県立春日部養護学校開設準備室が蓮田養護学校（現在の蓮田特別支援学校）内に発足
- 1978年4月　埼玉県立春日部養護学校として設立
- 1979年4月　上尾分校が現在の上尾特別支援学校の地に設置される（翌年廃止、独立）
- 1980年4月　高等部設置
- 1983年2月　体育館竣工
- 1986年3月　プール竣工
- 2009年4月　埼玉県立春日部特別支援学校と改称

## 教育目標
- 丈夫な身体　豊かな心　みんなの中で目指そう自立

## 学校行事
- 6月　運動会　（2016年度から１学期に移行）
- 11月　春輝（はるきら）祭（文化祭）

## 生徒会・部活動
- 高等部で、生徒会の他にサッカー部、バスケットボール部、軽スポーツ部、音楽部など活動中

## 学部
- 小学部
- 中学部
- 高等部

## 通学区域
- 春日部市
- さいたま市岩槻区
- 杉戸町
- 宮代町

## 交通
- 東武鉄道伊勢崎線・野田線春日部駅より徒歩20分
- 春日部駅東口から、春バス小渕団地・小渕団地経由イオンモール行き・北春日部循環「春日部サンハイツ」、平成バスイオンモール経由南桜井駅行き「ヤマダ電機前」下車徒歩5分